# Ferran Madico i Rodríguez
Ferran Madico  (Reus, Baix Camp, 1963) és un actor i director de teatre català. En 1985 va estudiar Interpretació a l'Institut del Teatre. De 1989 a 1991 ha estat deixeble de Dominic de Fazio, fundador d'Actors Studio de Nova York. Va ser director del CAER (Centre d'Arts Escèniques de Reus) entre 2005 i 2009. En 2016 es va incorporar a La Seca Espai Brossa.

## Trajectòria professional

### Com a director teatral
- Tornar a casa, de Harold Pinter, CAER 2007
- Casa i jardí, d'Alan Ayckbourn, al Teatre Bartrina (per a la inauguració del Centre D'arts Escèniques de Reus)
- Segona Plana, de Jaume Boix al Teatre Villarroel
- Celobert, de David Hare al Teatre Romea
- Bodas de Sangre, de Federico García Lorca. 2001
- Terra Baixa, d'Àngel Guimerà
- Taurons, de David Mamet
- Tots eren fills meus, d'Arthur Miller
- Molt soroll per no res, de William Shakespeare
- Precisament avui, de Josep Maria Benet i Jornet
- Prendre partit de Ronald Harwood
- Treball d'amor perdut de W. Shakespeare
- L'autèntic amic, de Carlo Goldoni